# Saint-Angel, Allier
Saint-Angel là một xã ở tỉnh Allier thuộc miền trung nước Pháp.